# Сефери
Сефери је насељено место у Босни и Херцеговини у општини Травник. Административно припада Федерацији Босне и Херцеговине, односно њеном Средњобосанском кантону. Према попису становништва из 2013. у насељу је било 432 становника, а већинску популацију чинили су Бошњаци.

## Становништво
По последњем службеном попису становништва из 2013. године у овом насељу живело је 432 становника, а село је било етнички хомогено са већинском бошњачком популацијом.
| Националност | 2013. | 1991.        | 1981.        | 1971.        |
| Бошњаци      | —     | 484 (91,84%) | 515 (95,19%) | 406 (83,03%) |
| Хрвати       | —     | 1 (0,19%)    | 0            | 0            |
| Срби         | —     | 33 (6,26%)   | 19 (3,51%)   | 83 (16,97%)  |
| Југословени  | —     | 2 (0,38%)    | 7 (1,29%)    | 0            |
| остали       | —     | 7 (1,33%)    | 0            | 0            |
| Укупно       | 432   | 527          | 541          | 489          |